# Tercera División de España 1999-2000
La temporada 1999-2000 de la Tercera División de España de fútbol fue la cuarta categoría de las Ligas de fútbol de España durante esta campaña, por debajo de la Segunda División B y por encima de las Divisiones regionales. Comenzó el 29 de agosto de 1999 y finalizó el 25 de junio de 2000 con la promoción de ascenso. 

## Promoción de ascenso a Segunda División B

### Equipos participantes
Los equipos participantes de la promoción de ascenso a Segunda División B de la temporada 1999-2000 fueron los 4 primeros clasificados de cada grupo, los cuales se exponen en la siguiente tabla:
Se indican en negrita los equipos que consiguieron el ascenso.
| Grupo I                            | Grupo II                      | Grupo III                        | Grupo IV                | Grupo V                             |
| ---------------------------------- | ----------------------------- | -------------------------------- | ----------------------- | ----------------------------------- |
| 1º R.C. Celta de Vigo "B"          | 1º C.D. Lealtad               | 1º S.D. Noja                     | 1º Real Sociedad F. "B" | 1º C.F. Balaguer                    |
| 2º R.C. Deportivo de La Coruña "B" | 2º C. Siero                   | 2º C.D. Tropezón                 | 2º S.D. Lemona          | 2º R.C.D. Espanyol de Barcelona "B" |
| 3º U.D. Xove Lago                  | 3º C. Marino de Luanco        | 3º R. Racing C. de Santander "B" | 3º Arenas Club          | 3º C.E. Mataró                      |
| 4º C.D. Lalín                      | 4º A.D. Universidad de Oviedo | 4º C.D. Miengo                   | 4º S.D. Eibar "B"       | 4º U.E. Cornellà                    |

| Grupo VI         | Grupo VII           | Grupo VIII               | Grupo IX          | Grupo X                |
| ---------------- | ------------------- | ------------------------ | ----------------- | ---------------------- |
| 1º C.D. Onda     | 1º C.D. Coslada     | 1º U.D. Salamanca "B"    | 1º C. Poli. Ejido | 1º Algeciras C.F.      |
| 2º C.D. Burriana | 3º D.A.V. Santa Ana | 2º La Bañeza F.C.        | 2º C.D. Linares   | 2º C.D. San Fernando   |
| 3º Benidorm C.D. | 4º R.S.D. Alcalá    | 3º C. Atlético Bembibre  | 3º U.D. Maracena  | 3º Puerto Real C.F.    |
| 4º Alicante C.F. | 5º A.D. Alcorcón    | 4º C.D. Béjar Industrial | 4º Almería C.F.   | 4º Racing C. Portuense |

| Grupo XI                  | Grupo XII              | Grupo XIII               | Grupo XIV               | Grupo XV             |
| ------------------------- | ---------------------- | ------------------------ | ----------------------- | -------------------- |
| 1º C.D. Atlético Baleares | 1º U.D. Las Palmas "B" | 1º C. Olímpico de Totana | 1º Mérida Promesas U.D. | 1º Peña Sport F.C.   |
| 2º C.D. Constancia        | 2º U.D. Orotava        | 2º U.D. Horadada         | 2º C.D. Don Benito      | 2º U.D.C. Chantrea   |
| 3º C.D. Manacor           | 3º U.D. Vecindario     | 3º A.D. Mar Menor        | 3º U.P. Plasencia       | 3º C.D. Mirandés     |
| 4º S.C.R. Peña Deportiva  | 4º Castillo C.F.       | 4º Orihuela C.F.         | 4º C.F. Villanovense    | 4º C.D. Logroñés "B" |

| Grupo XVI            | Grupo XVII            |
| -------------------- | --------------------- |
| 1º U. D. Fraga       | 1º U.D. Puertollano   |
| 2º S. D. Huesca      | 2º Albacete Bpié. "B" |
| 3º C. Endesa Andorra | 3º C.P. Villarrobledo |
| 4º U. D. Barbastro   | 4º A.D. Torpedo 66    |

- La segunda posición del Grupo VII la ocupó el Real Madrid C. F. "C", pero este no pudo participar en la promoción de ascenso a Segunda División B porque el Real Madrid C.F. "B" iba a competir en esta categoría durante la siguiente temporada y ambos eran filiales del Real Madrid C.F.. Por ello, el quinto clasificado, la A.D. Alcorcón, participó en la misma para ocupar la plaza que se quedó vacante del grupo.

### Equipos ascendidos
Los siguientes equipos obtuvieron el ascenso a Segunda División B:
| Grupo I - R.C. Deportivo de La Coruña "B" Grupo II - C. Siero - A.D. Universidad de Oviedo Grupo III - C.D. Tropezón - R. Racing C. de Santander "B" Grupo IV - S.D. Eibar "B" Grupo V - R.C.D. Espanyol de Barcelona "B" - C.E. Mataró Grupo VI - C.D. Burriana - Benidorm C.D. | Grupo VII - A.D. Alcorcón Grupo VIII - No ascendió ningún equipo de este grupo Grupo IX - C. Poli. Ejido - C.D. Linares - Almería C.F. Grupo X - Algeciras C.F. Grupo XI - No ascendió ningún equipo de este grupo Grupo XII - U.D. Vecindario | Grupo XIII - No ascendió ningún equipo de este grupo Grupo XIV - No ascendió ningún equipo de este grupo Grupo XV - Peña Sport F.C. Grupo XVI - No ascendió ningún equipo de este grupo Grupo XVII - No ascendió ningún equipo de este grupo |